# Hybridlager
Ein Hybridlager ist ein Kugellager, bei dem für die Lagerringe und die Wälzkörper unterschiedliche Materialien eingesetzt werden. Die häufigste Bauart ist die des Rillenkugellagers mit herkömmlichen Lagerringen aus Wälzlagerstahl und Kugeln aus einer hochfesten Keramik, meistens Siliciumnitrid oder Zirkoniumoxid.

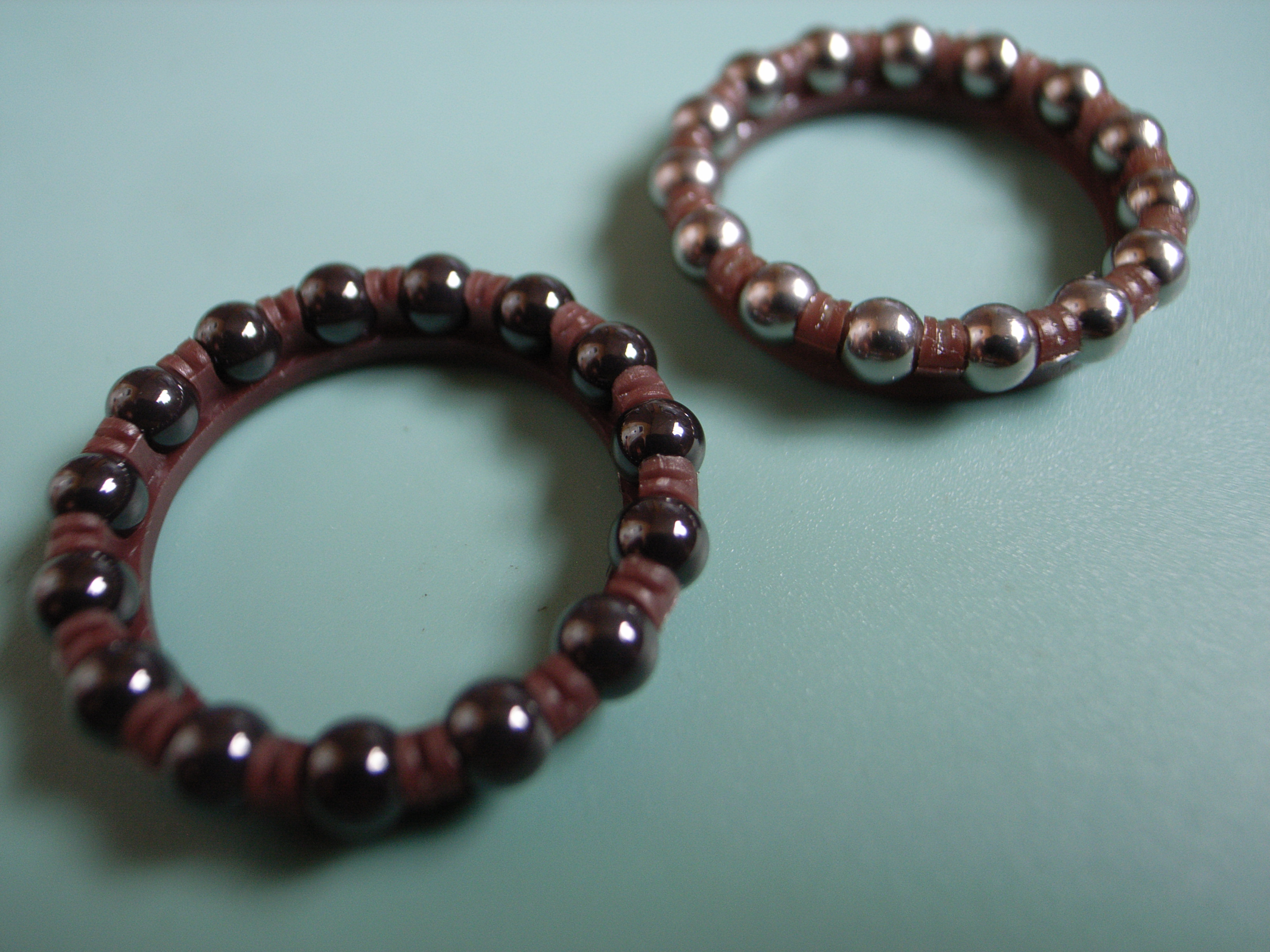
Kranz mit Siliciumnitridkugeln

## Einsatzgebiete
Da Hybridlager nur einen sehr geringen Verschleiß aufweisen, werden sie oft bei schnelldrehenden Systemen wie Spindeln von Fräsmaschinen aber auch in der Dentaltechnik und in der Vakuumtechnik eingesetzt. Durch den Einsatz von Keramikkugeln können die Drehzahlen und die Lagersteifigkeit erhöht werden. Wegen der geringeren Dichte der Kugeln entstehen bei schneller Drehung zudem geringere Fliehkräfte, wodurch die Lebensdauer des Lagers erhöht werden kann. Da die Hertzsche-Kontaktfläche zwischen Wälzkörpern und Lagerringen kleiner ist als bei konventionellen Lagern aus Stahl,
kommt es aufgrund des geringeren Traktionskoeffizienten und einer reduzierten Schlupfgeschwindigkeit zu weniger Reibung. Hierdurch entsteht im Betrieb weniger Wärmeenergie an den Lagerelementen, was besonders bei hohen Drehzahlen relevant ist. Lager aus Vollkeramik sind um einiges teurer als Lager aus Stahl. Jedoch eignen sie sich durch ihre Eigenschaften für sehr hohe Drehzahlen und sind unmagnetisch sowie korrosionsfest. Hybridlager mit mechanisch heiß gepressten Kugeln (HPSN) in Stahlringen sind günstiger und haben ähnliche Eigenschaften. Hybridlager besitzen im Vergleich zu Lagern aus Stahl sehr gute Notlaufeigenschaften, sodass ohne jegliche Schmierung eine mindestens 3-mal so hohe Lebensdauer möglich ist.
Ebenfalls ist beim Betrieb unter Wasser bei vollständiger Umspülung der Wälzkörper die Lebensdauer mindestens 3-mal höher.
Wegen ihrer isolierenden Wirkung werden Hybridlager auch bei Elektromotoren und Generatoren verwandt, da normale Lager durch Elektroerosion geschädigt werden können.
Aufgrund ihrer sehr guten chemischen Beständigkeit wurden Hybridlager mit keramischen Wälzkörpern in der Flüssigsauerstoff– sowie der Flüssigwasserstoff-zuführenden Turbopumpe  des Space-Shuttle-Haupttriebwerkes verbaut. Diese operieren in einem Drehzahlbereich von 15.000–35.000 (1/min), wobei die Lager einzig durch flüssigen Sauerstoff/Wasserstoff gekühlt werden. Eine konventionelle Schmierung der Lager durch Fette oder Öle ist hier nicht möglich, sodass zunächst PTFE-haltige Käfigmaterialien (z. B. Fiberglas-Teflon-Komposit) zur Trockenschmierung zwecks Bildung eines dünnen PTFE-Filmes auf Wälzkörpern und Lagerringen eingesetzt wurden. Alternativ wurden später auch Inlets aus PTFE-Bronze-Komposit in die Lagerkäfige zur Selbstschmierung integriert.